# Food & Liquor
Albums de Lupe Fiasco
Lupe Fiasco's The Cool
(2008)
Singles
1. Kick, Push
Sortie : 18 avril 2006
2. I Gotcha
Sortie : 8 août 2006
3. Daydreamin'
Sortie : 11 septembre 2006
4. The Emperor's Soundtrack
Sortie : 2007

Food & Liquor ou Lupe Fiasco's Food & Liquor est le premier album studio de Lupe Fiasco, sorti le 19 septembre 2006.
L'album s'est classé 2e au Top R&B/Hip-Hop Albums et 8e au Billboard 200 et a été bien accueilli par la critique, Metacritic lui octroyant la note de 83/100.
En 2007, Lupe Fiasco a reçu trois nominations aux 49e Grammy Awards (« Meilleur album rap », « Meilleure prestation rap solo » et « Meilleure chanson rap » pour Kick, Push), et l'année suivante il a remporté celui de la « meilleure prestation Urban/Alternative » pour Daydreamin', avec la participation de Jill Scott.

## Contenu
Pour un premier album, Food & Liquor possède d'évidentes qualités qui justifient en partie l'immense buzz qui a accompagné sa sortie. Le titre du disque fait à la fois référence à la réalité du ghetto – les petites boutiques de food and liquor – comme le montre un poème slam qui ouvre l'album, mais aussi au mysticisme de Lupe, qui dit dans l'intro voir le monde comme l'union d'un principe de bien (« Food ») et d'un principe de mal (« Liquor ») ; rappelons que Lupe est musulman et qu'il est contre la consommation d'alcool, comme il le rappelle dans une interview donnée à Contact Music. Mais ce genre de discours abstrait laisse vite la place à des paroles plus terre-à-terre avec Real, le véritable morceau d'ouverture de l'album, au son très rock et futuriste rendu un peu baroque par les chœurs aigus de Sarah Green. Ce titre lance le LP avec beaucoup de dynamisme et une mélodie entêtante légèrement kitsch, mais aussi de façon un peu trompeuse car Lupe n'y démontre rien de ses énormes capacités de MC, qui sont le principal attrait de l'album. Le texte est ciselé, fait de phrases courtes dont le dernier mot est répété : difficile sur un tel morceau de créer des vers complexes à la façon de Nas, le principal inspirateur de ces qualités d'écriture.
Celles-ci éclatent dès le morceau suivant, Just Might Be OK. Les paroles de Lupe oscillent entre des séquences de rimes et de jeux de mots originaux, et des punchlines que n'aurait pas renié son mentor Jay-Z : dans le single Daydreamin', par exemple.
Ses paroles sont aussi intéressantes par la richesse des images poétiques et des références qui s'y trouvent : de plus, contrairement à beaucoup de rappeurs, Lupe connaît et fait référence à la culture afro-américaine plus large. Il cite notamment le penseur Cornel West dans une de ses chansons, il parle du Ku Klux Klan, de l'Islam, du terrorisme, et même un peu de politique, même s'il affirme en interview ne pas vouloir se prendre pour un leader d'opinion. Lupe, même s'il a une conscience politique, n'est pas Chuck D et ses paroles restent dans l'ensemble des textes de rap mainstream, souvent introspectifs (Hurt Me Soul, Sunshine, He Say She Say) et traitant de la rivalité entre les MCs ou des rapports dans l'industrie du rap. À noter que Jay-Z vient prêter main-forte au rappeur en featuring sur le titre Pressure.
Dans l'ensemble, la qualité des textes sauve des beats que certains critiques ont jugé un peu lassants (Real, Just Might Be OK, Pressure) et pouvant décontenancer l'auditeur par leurs breaks de batterie omniprésents façon rock progressif et leurs chœurs volontairement outrés. I Gotcha, pour sa part, rentre clairement dans la catégorie des « fonds de tiroirs » des Neptunes. Les productions davantage soul et calmes de l'album sont plus agréables, en particulier He Say She Say, Sunshine et The Emperor's Soundtrack sans oublier Cool, le cadeau de Kanye West à Lupe.
American Terrorist est pour sa part une tentative assez sympathique de production basée sur un sample aux sonorités hispaniques ; quant au single Daydreamin', il sample la très belle chanson traditionnelle Daydream déjà utilisée, notamment par The Pharcyde, en lui donnant un côté cosmique grâce aux arrangements de violons et à la voix de Jill Scott.
Pour résumer, l'album apparaît à bien des égards comme le produit d'un MC intelligent et doué dans l'écriture, qui prend le contre pied d'un marché dominé par la musique de clubbing. Beaucoup d'efforts ont été faits pour lui donner une identité sonore, ce qui ressort dans les tâtonnements d'une production hétérogène, donc aussi pleine d'idées. Une chose est certaine, avec ce premier opus solo, Lupe ne prend pas le chemin de certains rappeurs solistes prometteurs qui restent toute leur carrière cantonnés aux featurings. Lupe est entouré de personnes bien intentionnées qui se chargent de lui garantir un plan de carrière à son envergure.

## Liste des titres
| No  | Titre                                                                     | Auteur                                                                                | Contient un (des) sample(s) de                                    | Durée |
| --- | ------------------------------------------------------------------------- | ------------------------------------------------------------------------------------- | ----------------------------------------------------------------- | ----- |
| 1.  | Intro (Produit par Chris & Drop)                                          |                                                                                       |                                                                   | 3:06  |
| 2.  | Real (featuring Sarah Green – Produit par Soundtrakk)                     | Lupe Fiasco, Soundtrakk, Harvey Mason, Kenny Mason                                    | How Does It Feel de Harvey Mason                                  | 4:02  |
| 3.  | Just Might Be OK (featuring Gemini – Produit par Prolyfic)                | Lupe Fiasco, Prolyfic, Paul Humphrey                                                  | Humphrey's Overture de Paul Humphrey                              | 4:24  |
| 4.  | Kick, Push (Produit par Soundtrakk)                                       | Lupe Fiasco, Soundtrakk                                                               | Magtaksil Man Ikaw (Bolero Medley) de Celeste Legaspi             | 4:13  |
| 5.  | I Gotcha (featuring Pharrell Williams – Produit par The Neptunes)         | Lupe Fiasco, Pharrell Williams                                                        |                                                                   | 3:58  |
| 6.  | The Instrumental (featuring Jonah Matranga – Produit par Mike Shinoda)    | Lupe Fiasco, Mike Shinoda, Jonah Matranga, Shaun Lopez, Chris Robyn, John Gutenberger | Nestle de Far                                                     | 3:26  |
| 7.  | He Say She Say (featuring Gemini et Sarah Green – Produit par Soundtrakk) | Lupe Fiasco, Soundtrakk, Burt Bacharach, Hal David                                    | The Last One to Be Loved de Burt Bacharach Mesopotamia des B-52's | 4:12  |
| 8.  | Sunshine (Produit par Soundtrakk)                                         | Lupe Fiasco, Soundtrakk                                                               | Friend to Friend de Diana Ross                                    | 3:55  |
| 9.  | Daydreamin' (featuring Jill Scott – Produit par Craig Kallman)            | Lupe Fiasco, Craig Kallman, Dave Mackay, Sylveer Van Holman, Raymond Vincent          | Daydream in Blue d'I Monster                                      | 3:55  |
| 10. | The Cool (Produit par Kanye West)                                         | Lupe Fiasco, Kanye West, Dexter Wansel                                                | Life on Mars de Dexter Wansel Funky Drummer de James Brown        | 3:46  |
| 11. | Hurt Me Soul (Produit par Needlz)                                         | Needlz, Tony Camillo, Mary Sawyer, Lupe Fiasco                                        | Stay With Me du Cecil Holmes Soulful Sounds                       | 4:22  |
| 12. | Pressure (featuring Jay-Z – Produit par Prolyfic)                         | Lupe Fiasco, Prolyfic, Shawn Carter, Mike Melvoin, Bill Schnee                        | Pressure Cooker de Thelma Houston                                 | 4:47  |
| 13. | American Terrorist (featuring Matthew Santos – Produit par Prolyfic)      | Lupe Fiasco, Prolyfic, Armando Corea                                                  | The Romantic Warrior de Return to Forever                         | 4:40  |
| 14. | The Emperor's Soundtrack (Produit par Soundtrakk)                         | Lupe Fiasco, Soundtrakk, Michael Schenker                                             | Between the Walls d'UFO Children's Story de Slick Rick            | 2:56  |
| 15. | Kick, Push II (Produit par Brandon Howard)                                | Lupe Fiasco, Brandon Howard                                                           |                                                                   | 4:11  |
| 16. | Outro (Produit par Chris & Drop)                                          |                                                                                       |                                                                   | 12:13 |

| 17. | Theme Music to a Drive-By (Produit par Prolyfic) | (Do It, Do It) No One Does It Better des Spinners | 3:04 |
| 18. | Tilted (Produit par Needlz)                      |                                                   | 3:32 |
| 19. | Carrera Lu (Produit par Prolyfic)                | Bad Tune d'Earth, Wind & Fire                     | 3:10 |
| 20. | What It Do (Produit par Brandon Howard)          |                                                   | 4:07 |